# Aescingovci
Aescingovci (Oiscingas, Oiscinger, Æscingas, staroengleski za "nasljednici Oisca") su bili kraljevska dinastija anglosaskog kraljevstva Kenta. Zovu se prema Aescu. dinastija je vladala od 5. do 8. stoljeća.